# Colt Official Police
O Colt Official Police, é um revólver de ação dupla (DA) usando corpo padrão "E-frame" de médio porte, com um cilindro de seis tiros, com câmaras projetadas para vários calibres, do .22 LR passando pelo mais popular .38 Special e chegando ao .41 Long Colt. Projetado principalmente para venda a agências policiais federais, estaduais ou locais, o Official Police foi introduzido no mercado de armas de fogo pela Colt's Manufacturing Company em 1908 como "Colt Army Special", tendo sido rebatizado em 1927 para melhor se identificar com o mercado ao qual se destinava.
O Official Police tornou-se uma das armas de fogo da polícia mais vendidas de todos os tempos, eventualmente na década de 1950, passando a exemplificar o armamento padrão de um oficial de polícia. O Official Police também foi usado por várias forças militares dos EUA e aliadas durante a Segunda Guerra Mundial.

## Desenvolvimento e histórico
No início do século XX, os revólveres calibre .32 mais antigos, que eram o padrão para a maioria dos departamentos de polícia americanos, começaram a ser eliminados em favor do calibre .38, de maior calibre. Em 1908, a Colt introduziu um revólver elegante e modernizado que eles apelidaram de Special do Exército, que nos poderosos (para a época) e popular .38 Special rapidamente se tornou o revólver de serviço de muitos departamentos. Durante o mesmo período, os revólveres começaram a cair em desuso com os militares dos EUA, especialmente após a adoção da pistola semiautomática do modelo M1911. Como as vendas militares de seus revólveres caíram, a Colt procurou por um mercado alternativo e percebeu que a popularidade e as fortes vendas de sua linha de produtos junto às agências civis de aplicação da lei poderiam formar seu mercado de reposição.

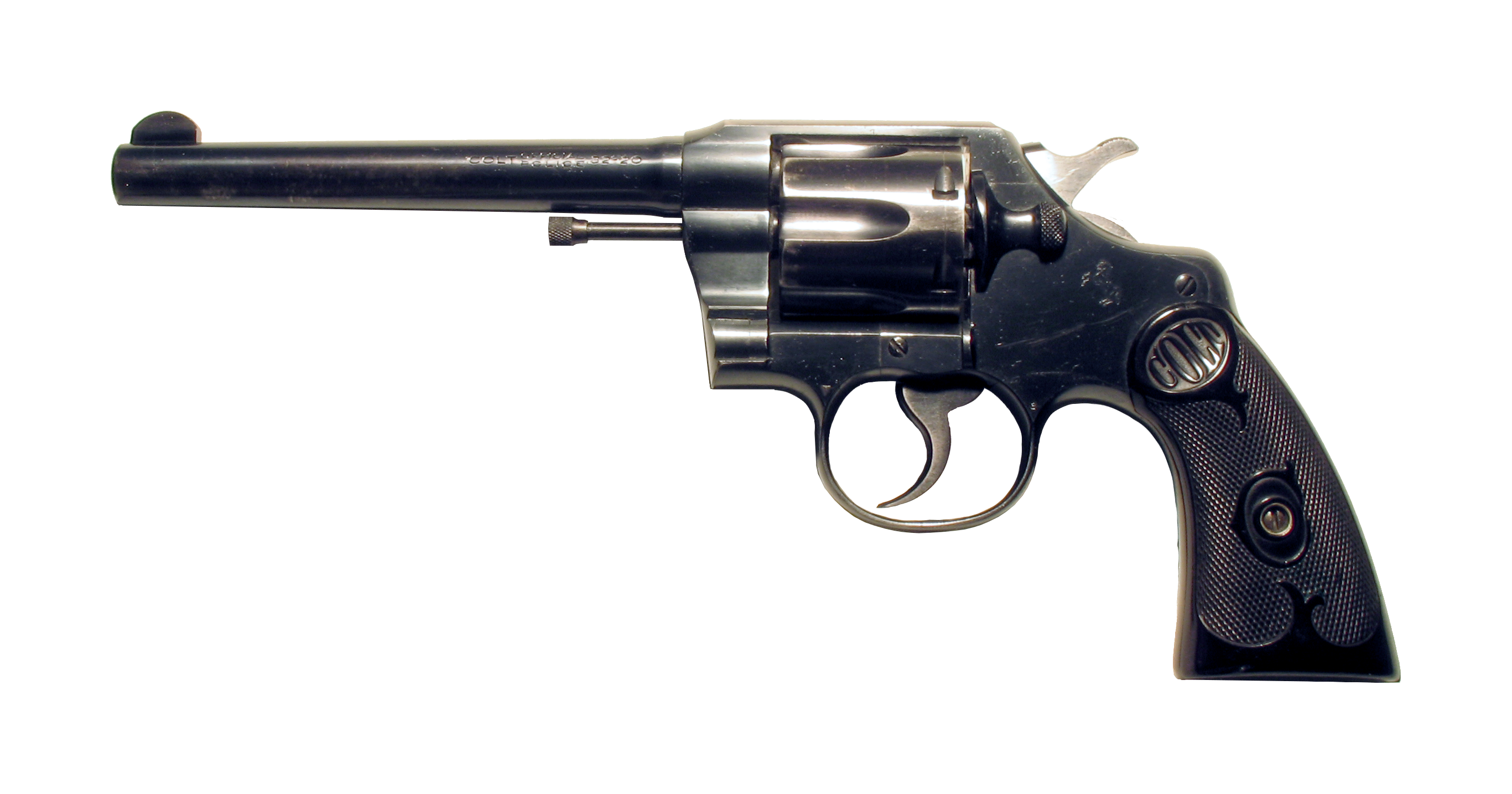
Um exemplar do "Colt Official Police" de 1927.

Em 1927, as vendas esmagadoras de dois modelos populares, o "Army Special" e o "Police Positive", asseguraram o domínio da Colt no mercado de armas de fogo para agentes da lei. A estratégia de marketing da Colt foi ajustada ainda mais com algumas alterações superficiais no revólver "Army Special" e, em seguida, renomeando-o como o modelo de "Official Police". As mudanças incluíram adicionar checkering ao gatilho, matting the topstrap do quadro e alargar a ranhura da mira traseira. A Colt também atualizou a qualidade do acabamento da arma de um acabamento azulado fosco para uma superfície azulada altamente polida. Em 1930, a Colt deu um golpe de marketing quando publicou que seu modelo "Official Police" poderia facilmente lidar com o disparo de cartuchos .38 com cargas mais potentes destinados ao novo revólver "N-frame" da concorrente Smith & Wesson, o .38-44, nenhum dos S&W comparáveis conseguiram essa façanha. Em 1933, o catálogo de vendas da Colt listou muitos departamentos de polícia como tendo adotado o "Official Police" (OP) como arma secundária, incluindo o das cidades de Nova York, Los Angeles, Chicago e Kansas City, além dos de Compton, Signal Hill e outros. Além disso, muitas organizações policiais estaduais e até mesmo o Federal Bureau of Investigation escolheram o "OP" como seu revólver principal. O Exército dos EUA também comprou alguns dos revólveres, entregando-os à polícia militar e a órgãos federais que precisavam de revólveres para seus agentes armados, como: Departamento do Tesouro, Guarda Costeira e Serviço de Inspeção Postal. Muitos revólveres Official Police também foram comprados por forças policiais e militares de vários países da América do Sul.
Entre maio de 1940 e junho de 1941, 49.764 revólveres da "Official Police" nos calibres ".38 New Police" ou ".38/200" foram adquiridos pela "British Purchasing Commission" e enviados para o Reino Unido para uso pelas forças armadas britânicas e da Commonwealth como arma de reserva padrão. Esses revólveres tinham marcas de aceitação militar britânica e tinham um cano de 5"; a coronha era equipada com um zarelho para cordão de estilo militar. A maioria desses revólveres "OP" foram montados a partir de peças de nível comercial feitas antes de 1942.
Quando os EUA se envolveram na Segunda Guerra Mundial, o governo dos EUA solicitou contratos para o fornecimento de revólveres .38 necessários para armar o pessoal de segurança encarregado da segurança de edifícios governamentais, estaleiros e instalações de defesa contra sabotagem ou roubo. A partir de 1941, pequenas quantidades de Colt Official Police .38 foram adquiridas diretamente da Defense Supplies Corporation (DSC). Quando os funcionários de compras do governo questionaram os atrasos na produção do "OP", bem como ao custo unitário, a Colt respondeu simplificando a arma. A economia foi alcançada eliminando todas as operações desnecessárias de polimento externo, substituindo o gatilho e cão por modelos de face lisa e fornecendo a arma com cabos de madeira com zigrinado simplificado com o medalhão Colt; que por fim, foram logo substituídos por cabos de plástico moldado imitando madeira ("Coltwood"). Em vez do azulamento normal, o revólver recebeu um acabamento fosco parkerizado. Batizada de "Colt Commando", a arma foi usada principalmente para armar unidades da Polícia Militar, guardas de segurança em instalações de defesa e estaleiros navais dos EUA, bem como uma emissão clandestina limitada para agências envolvidas em espionagem no exterior e inteligência militar.

Páginas do manual de uso do Colt Official Police
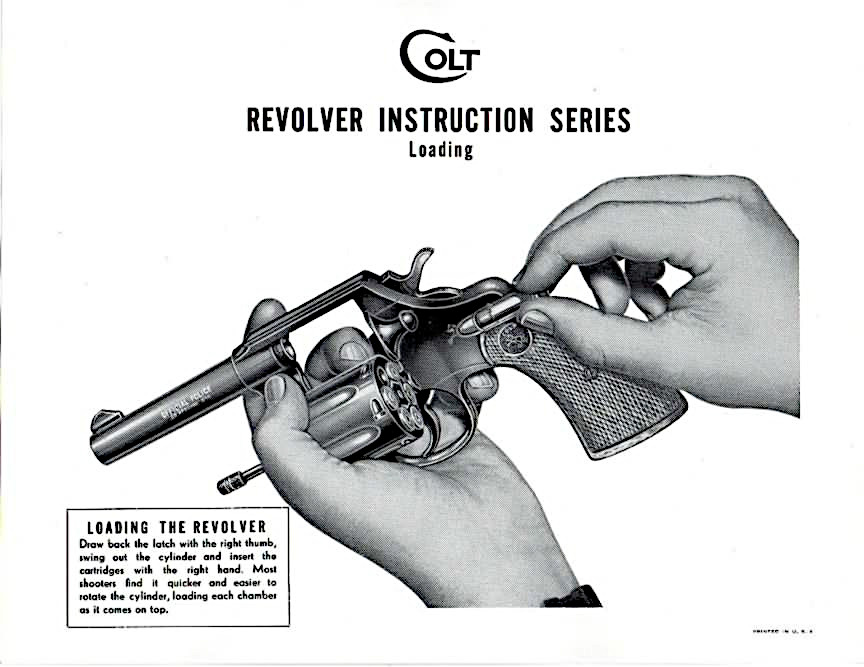
Carregando
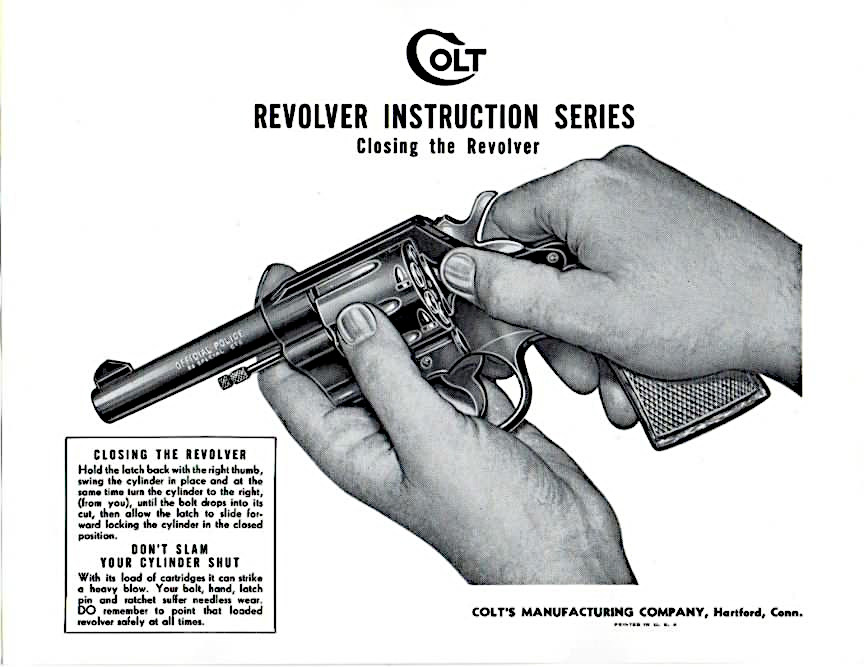
Fechando
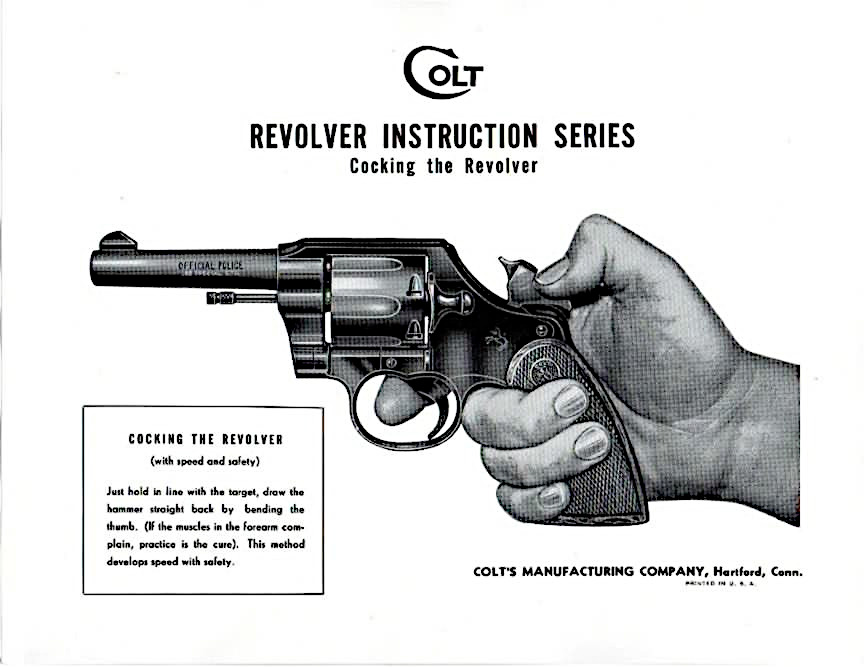
Engatilhando
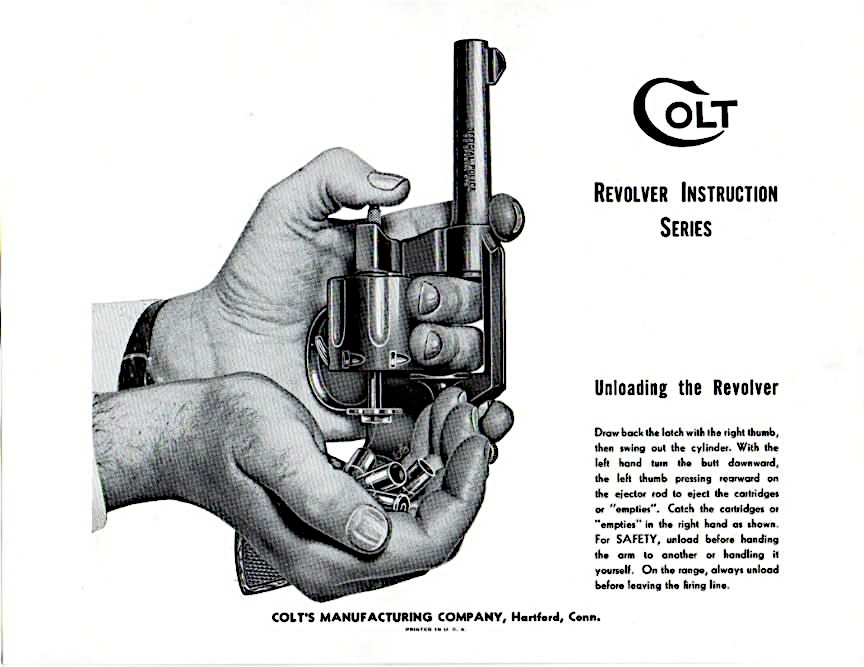
Descarregando

Em meados de 1942, o "Springfield Ordnance District" (SOD) recebeu o controle sobre a aquisição e distribuição do modelo "Comando", e passou a transferir os revólveres para o usuário final. Alguns modelos "Comando" foram enviados para a "U.S. Maritime Commission" e usados como estoque de armas curtas em navios mercantes dos EUA e navios fornecidos aos Aliados sob "Lend-Lease". A maior parte da produção do modelo "Comando" foi para a "Defense Supplies Corporation" (DSC). para uso pelas forças de segurança e policiais, enquanto cerca de 1.800 deles foram usados pela Marinha dos EUA, com outros 12.800 revólveres distribuídos para várias agências de inteligência militar. O controle sobre as aquisições mudou em 1944, depois que a DSC se opôs formalmente a ter que pagar taxas adicionais de manuseio para as forças armadas, e foi então autorizada a adquirir o modelo "Comando" diretamente da Colt.
Após a vitória dos Aliados, a Colt retomou o comércio produção comercial e voltou ao acabamento azulado polido de antes da guerra, mas manteve as talas de empunhadura de plástico que chamavam de "Coltwood" até 1954, quando as talas de madeira zigrinada foram reintroduzidos. Durante o período do pós-guerra, a Colt passou por tempos financeiros difíceis e a empresa lançou poucos novos modelos. Na Smith & Wesson, tanto a produção quanto as vendas civis e policiais do novo modelo melhoraram, e a lacuna da margem de vendas entre as duas empresas foi progressivamente diminuindo. Finalmente, na década de 1960, a S&W assumiu a liderança. Um fator que contribuiu para essa mudança pode ter sido o custo geralmente mais baixo por unidade da Smith & Wesson, acompanhado por um gatilho de ação dupla em seu modelo "Military & Police" que era preferido por muitas agências que ensinavam o novo treinamento de revólver de ação dupla orientado para combate. A Colt anunciou a suspensão da produção do Official Police em 1969, declarando que a produção competitiva do projeto não era mais economicamente viável. Com uma produção total de mais de 400.000 unidades, o Official Police é uma das armas de maior sucesso já fabricadas.

## Características
O Official Police era usinado em aço carbono fino, com acabamento Royal Colt azulado e niquelado, e era oferecida em canos de 4, 5 e 6 polegadas (100, 130 e 150 mm). Construído na estrutura Colt .41 ou “E”, foi fabricado em uma variedade de calibres, incluindo .22 LR, .32-20 (descontinuado em 1942), .41 Long Colt (descontinuado em 1938) e o mais comum e popular , o .38 Special. A segurança do bloqueio do pino de disparo “Trava Positiva” da Colt é uma característica padrão do revólver, evitando que o pino de disparo atinja o primer, a menos que o gatilho tenha sido puxado deliberadamente. A mira do revólver consiste em uma lâmina frontal com uma mira traseira aberta de ferro, que é um entalhe em forma de "V" simples embutido na parte superior do quadro. Essa parte superior do quadro, tem um acabamento fosco para reduzir o brilho no plano de visão.

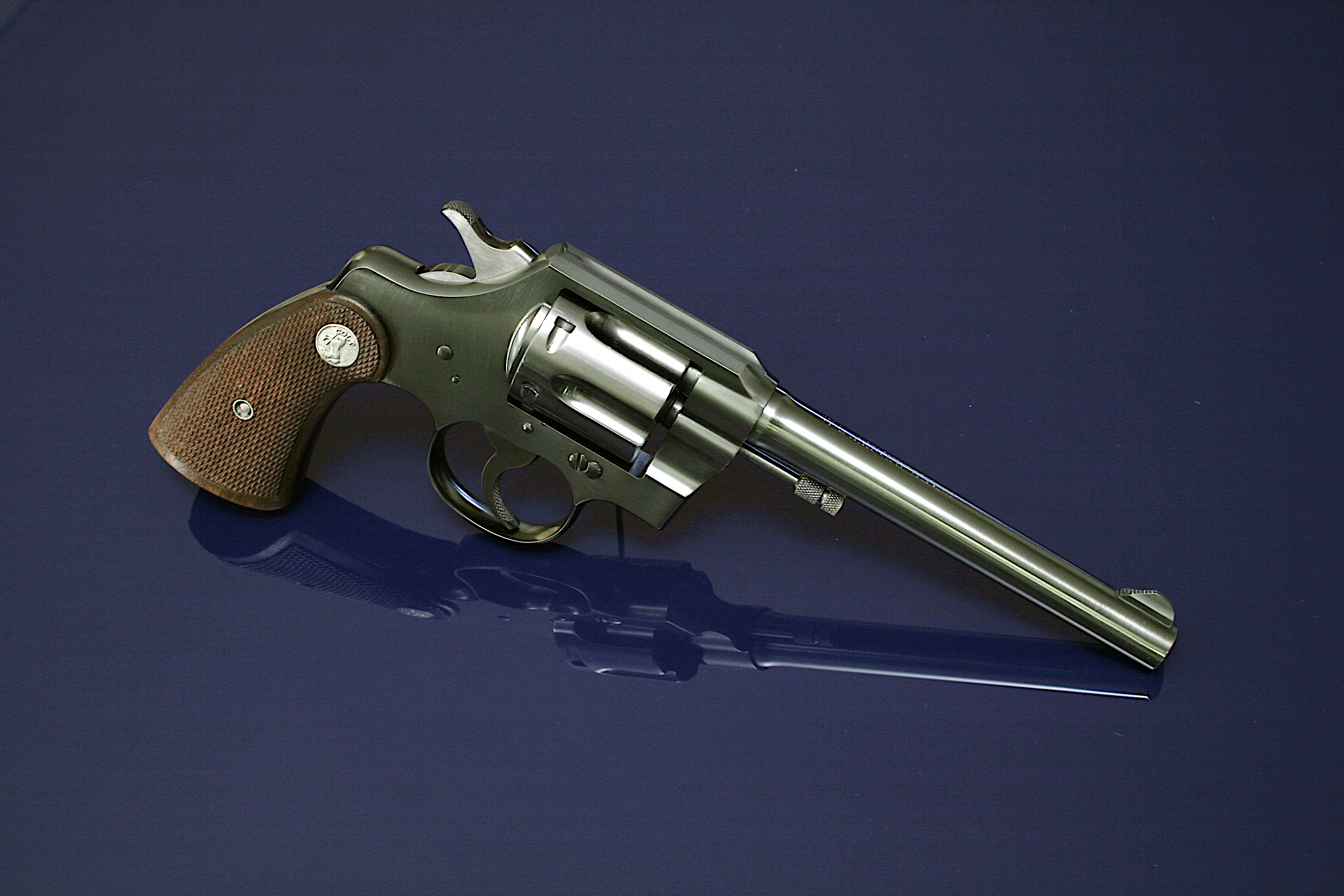
Um Colt Official Police em .22 LR de 1938.

## Variantes

### Comando
O "Comando" era uma variante do tempo de guerra do Official Police, fabricado com um cano de duas ou dez polegadas e incorporando várias economias de produção, incluindo um acabamento Parkerized sem brilho. O modelo "Commando" também carecia da costumeiro zigrinado noa cão, no gatilho e na trava do cilindro, bem como o tratamento para diminuir reflexos da tira superior do corpo (onde fica a alça de mira) da versão comercial. Além disso, o material plástico substituiu os cabos de madeira do modelo civil. Aproximadamente 48.611 revólveres do modelo "Comando" foram comprados pelo governo durante a Segunda Guerra Mundial. Desse total, aproximadamente 12.800 foram entregues a vários serviços de inteligência, como o "Military Intelligence Corps"  e o "Office of Strategic Services" (OSS). Muitos dos últimos foram adquiridos com o cano de duas polegadas, referido como o "Junior Commando". Alguns dos modelo "Comando" serviram no exterior na zona de guerra. As entregas regulares de revólveres "Junior Commando" de duas polegadas começaram em março de 1943, com aproximadamente o número de série 9.000. Mais de 12.000 dos "Commando" de duas polegadas encontrados hoje são, na verdade, conversões do pós-guerra de modelos de quatro polegadas produzidos durante a guerra.

### Marshal
Uma variante rara com empunhadura arredondada, com comprimento de cano de 2 a 4 polegadas. Com uma produção muito limitada de 2.500 unidades produzidas de 1955 a 1956, o modelo "Marshal" se tornou um verdadeiro item de colecionismo.

### MK III
O apelido de "Official Police" foi emprestado por um modelo de uma nova geração de revólveres Colt introduzida no final dos anos 60, chamada de série "MK III". Os modelos "MK III" consistiam em versões mais simples de vários revólveres Colt clássicos com mecanismo de ação atualizado. A linha de produtos "MK III" era na verdade um design diferente e original baseado em um novo quadro "J", que não conseguiu obter sucesso comercial e foi cancelado após apenas três anos.

## Na cultura popular
O Colt Official Police, foi extensamente utilizado utilizado no cinema e na televisão. Entre as principais obras em que ele foi exibido estão:
- No cinema:
  - Luzes da Cidade
  - O Tesouro de Sierra Madre
  - Os profissionais
  - Serpico
  - Os Intocáveis
  - Shanghai (2010)
  - Holmes & Watson

- Na televisão:
  - Mission: Impossible
  - Firefly
  - Bonnie & Clyde
  - Agent Carter